# تعادل کشتی

تصویر پایداری کشتی که دینامیک پایدار و ناپایدار شناوری (B)، مرکز شناوری (CB)، مرکز جرم (CG) و وزن (W) را توضیح می‌دهد

تعادل کشتی که ایستایی و پایداری کشتی هم نامیده شده، بخشی از معماری دریایی و طراحی کشتی است که به نحوه رفتار کشتی در دریا، چه در آب ساکن و چه در امواج، در حالت سالم یا آسیب‌دیده می‌پردازد. محاسبات پایداری بر مرکز جرم، شناوری، مراکز تعادل کشتی‌ها و نحوه تعامل آن‌ها تمرکز دارد.

## تاریخچه

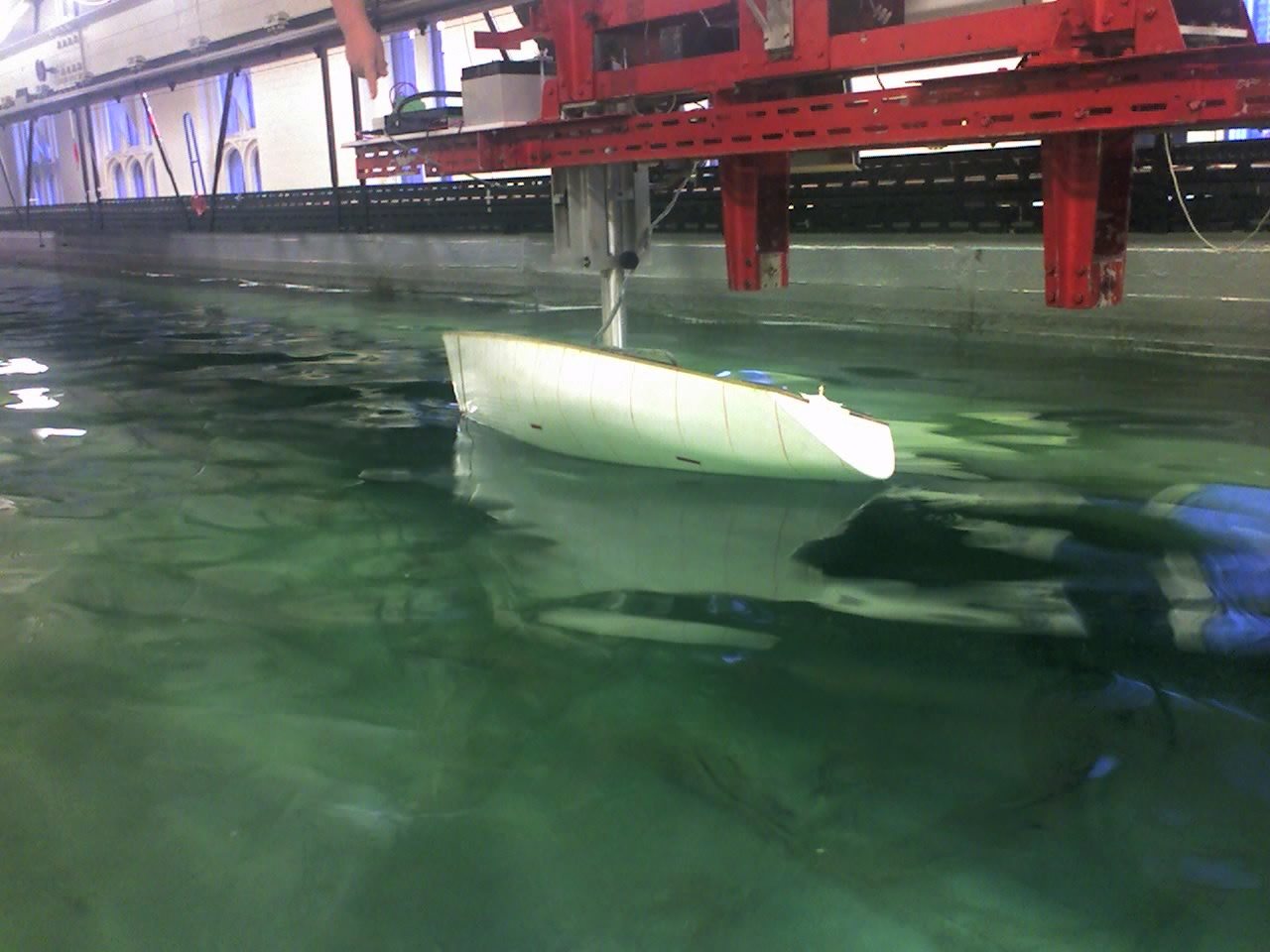
مدل قایق بادبانی در حال آزمایش در مخزن یدک‌کشی دانشگاه نیوکاسل

تعادل کشتی، به‌عنوان بخشی از معماری دریایی، قرن‌هاست که مورد توجه قرار گرفته است. در گذشته، محاسبات پایداری کشتی بر اساس قاعده سرانگشتی و اغلب متکی بر یک سیستم اندازه‌گیری خاص بود. برخی از این معادلات بسیار قدیمی هنوز هم در کتاب‌های معماری دریایی مورد استفاده قرار می‌گیرند. با این حال، ظهور روش‌های مبتنی بر حساب دیفرانسیل و انتگرال برای تعیین پایداری، به‌ویژه معرفی مفهوم مرکز تعادل توسط پیر بوگر در دهه ۱۷۴۰ میلادی، امکان تحلیل‌های پیچیده‌تر را فراهم کرد.
استادان کشتی‌سازی در گذشته از سامانهٔ طراحی تطبیقی و متغیر استفاده می‌کردند. کشتی‌ها اغلب با تغییرات جزئی از یک نسل به نسل دیگر کپی می‌شدند؛ با تکرار طرح‌های پایدار، معمولاً از بروز مشکلات جدی جلوگیری می‌شد. امروزه نیز کشتی‌ها همچنان از این فرایند تطبیق و تغییر استفاده می‌کنند؛ با این حال، دینامیک سیالات محاسباتی، آزمایش مدل کشتی و درک بهتر حرکت سیال و کشتی امکان طراحی تحلیلی‌تر را فراهم کرده است.

تصویری از پایداری کشتی که دینامیک پایدار و ناپایدار شناوری (B)، مرکز شناوری (CB)، مرکز جرم (CG) و وزن (W) را توضیح می‌دهد

در دهه ۱۸۶۰ تا ۱۸۸۰، پاشنه ضد برخورد و دیوارک عرضی در طراحی کشتی زره‌پوش معرفی شد. این دیوارک‌ها احتمال زنده ماندن کشتی در صورت آسیب به بدنه را افزایش می‌دهند و از گسترش آب به کل کشتی جلوگیری می‌کنند. امروزه بیشتر کشتی‌ها از سامانه‌های متعادل‌کننده آب (cross flooding) استفاده می‌کنند که تنش‌های سازه‌ای و تغییرات خمیدگی یا زاویه شیب کشتی را محدود می‌کند.

## سامانه‌های افزایشی پایداری
سامانه‌های افزایشی پایداری برای کاهش اثر امواج و وزش باد طراحی شده‌اند و پایداری کشتی در دریاهای آرام را افزایش نمی‌دهند. سازمان بین‌المللی دریانوردی سامانه‌های فعال پایداری را به‌عنوان روشی برای تضمین پایداری ذکر نکرده است، زیرا بدنه کشتی باید بدون این سامانه‌ها پایدار باشد.

### سامانه‌های غیرفعال

#### مازهٔ ضد غلتش

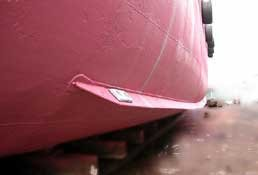
یک مازه ضد غلتش

مازه ضد غلتش تیغه فلزی بلندی است که معمولاً به شکل V در امتداد بخش خمیده بدنه کشتی نصب می‌شود. این تیغه‌ها هنگام غلتش کشتی، مقاومت هیدرودینامیکی را افزایش داده و مقدار غلتش را محدود می‌کنند.

#### بازوی قایق
بازوی قایق ممکن است برای کاهش غلتش کشتی استفاده شود. این سامانه‌ها ممکن است از شناورهای بادی یا بال‌های هیدرودینامیکی بهره ببرند.

#### تانک‌های ضد غلتش
تانک ضد غلتش دارای سپرک‌هایی برای کاهش سرعت انتقال آب از یک سمت تانک به سمت دیگر است. این سامانه برای مقابله با اثر سطح آزاد طراحی شده است.

#### پاراوان
پاراوان ممکن است برای کشتی‌های کم‌سرعت مانند کشتی‌های ماهیگیری استفاده شود تا غلتش را کاهش دهد.

### سامانه‌های فعال
سامانه‌های پایداری فعال در بسیاری از کشتی‌ها استفاده می‌شوند و نیازمند انرژی به شکل پمپ، هیدرولیک یا موتور الکتریکی هستند. این سامانه‌ها شامل آب باله یا تانک‌هایی هستند که مایع در آن‌ها برای مقابله با حرکات کشتی پمپاژ می‌شود.

#### آب باله
آب باله‌های فعال غلتش کشتی را کاهش می‌دهند، چه در حال حرکت و چه در حالت ایستا. این باله‌ها زیر خط آب کشتی قرار گرفته و زاویه حمله خود را برای مقابله با زاویه غلتش تنظیم می‌کنند. کشتی گردشی‌ها و یات‌ها به‌طور معمول از این سامانه استفاده می‌کنند.

#### تثبیت غلتش با سکان
در کشتی‌های در حال حرکت، تغییر سریع زاویه سکان می‌تواند علاوه بر تغییر مسیر کشتی، غلتش را نیز کاهش دهد. این سامانه که معمولاً «سامانه تثبیت غلتش با سکان» نامیده می‌شود، می‌تواند همان‌قدر مؤثر باشد که آب باله است. این سامانه به‌ویژه برای کشتی‌های نظامی مانند ناوچه‌ها مؤثر است و به دلیل هزینه کمتر و کشش کمتر، جایگزینی اقتصادی‌تر محسوب می‌شود.
```markdown

#### تثبیت‌کننده‌های ژیروسکوپی داخلی

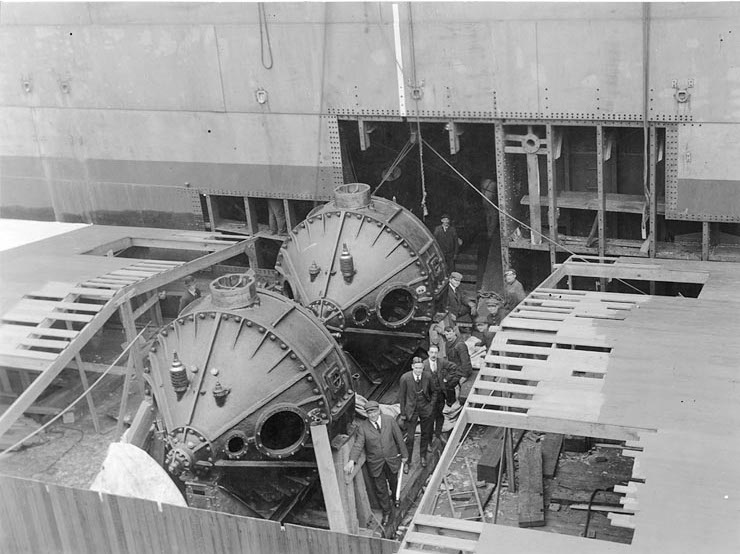
اولین ژیروسکوپ تثبیت‌کننده‌ای که روی یک کشتی نصب شد، یواس‌اس هندرسون (ای‌پی-۱) (۱۹۱۷ میلادی).

ژیروسکوپ‌ها برای اولین بار در اواخر دهه ۱۹۲۰ و اوایل دهه ۱۹۳۰ برای کنترل غلتش کشتی‌ها، ابتدا در کشتی‌های جنگی و سپس در کشتی‌های مسافربری استفاده شدند. یکی از بلندپروازانه‌ترین کاربردهای ژیروسکوپ‌های بزرگ برای کنترل غلتش کشتی در کشتی مسافربری ایتالیایی SS Conte di Savoia بود که در آن سه ژیروسکوپ بزرگ اسپری کورپوریشن در قسمت جلویی کشتی نصب شدند. این سیستم در کاهش شدید غلتش در سفرهای غربی موفق بود، اما در مسیرهای شرقی به دلایل ایمنی غیرفعال می‌شد. این امر به دلیل امواج متعاقب و غلتش‌های عمیق و آهسته‌ای بود که این امواج ایجاد می‌کردند و باعث می‌شد کشتی با سیستم روشن در حالت غلتش باقی بماند و اینرسی تولیدشده توسط سیستم، بازگشت کشتی به حالت تعادل را دشوار می‌کرد.
تثبیت‌کننده‌های ژیروسکوپی شامل یک چرخ لنگر چرخان و حرکت تقدیمی ژیروسکوپی هستند که گشتاور نیروی بازگرداننده‌ای را به ساختار بدنه کشتی اعمال می‌کنند.
تکانه زاویه‌ای چرخ لنگر ژیروسکوپ معیاری برای میزان تمایل آن به ادامه چرخش حول محور خود است، مگر آنکه تحت تأثیر گشتاور خارجی قرار گیرد. هرچه تکانه زاویه‌ای بیشتر باشد، مقاومت ژیروسکوپ در برابر گشتاور خارجی بیشتر است و توانایی بیشتری در خنثی کردن غلتش کشتی دارد.
ژیروسکوپ دارای سه محور است: محور چرخش، محور ورودی و محور خروجی. محور چرخش، محوری است که چرخ لنگر حول آن می‌چرخد و برای کشتی به‌صورت عمودی است. محور ورودی محوری است که گشتاورهای ورودی حول آن اعمال می‌شود. برای کشتی، محور ورودی اصلی محور طولی کشتی است، زیرا غلتش کشتی حول این محور رخ می‌دهد. محور خروجی اصلی، محور عرضی (عرض کشتی) است که ژیروسکوپ در واکنش به ورودی حول آن می‌چرخد یا حرکت تقدیمی انجام می‌دهد.
هنگامی که کشتی غلتش می‌کند، این چرخش به‌عنوان ورودی به ژیروسکوپ عمل می‌کند و باعث می‌شود ژیروسکوپ حول محور خروجی چرخش کند تا محور چرخش خود را با محور ورودی هماهنگ کند. این چرخش خروجی که حرکت تقدیمی نامیده می‌شود، باعث می‌شود ژیروسکوپ حول محور گیمبال به جلو و عقب حرکت کند.
تکانه زاویه‌ای معیاری برای کارایی تثبیت‌کننده ژیروسکوپی است، مشابه اسب بخار برای موتورهای دیزلی یا کیلووات برای ژنراتورها. در طراحی‌های مدرن، گشتاور محور خروجی می‌تواند برای کنترل زاویه باله‌های تثبیت‌کننده استفاده شود تا غلتش کشتی را خنثی کند و فقط یک ژیروسکوپ کوچک موردنیاز باشد. ایده استفاده از ژیروسکوپ برای کنترل باله‌های تثبیت‌کننده کشتی برای اولین بار در سال ۱۹۳۲ توسط دکتر آلکساندرسون، دانشمند جنرال الکتریک، مطرح شد. او پیشنهاد کرد که ژیروسکوپ برای کنترل جریان به موتورها روی باله‌های تثبیت‌کننده استفاده شود و دستورهای کنترلی از تایترون تولید شود.

## شرایط محاسبه‌شده پایداری
هنگامی که بدنه کشتی طراحی می‌شود، محاسبات پایداری برای حالت سالم و آسیب‌دیده کشتی انجام می‌شود. کشتی‌ها معمولاً طوری طراحی می‌شوند که کمی از الزامات پایداری (زیر) فراتر باشند، زیرا این موارد معمولاً توسط مؤسسه رده‌بندی کشتی آزمایش می‌شوند.

### پایداری سالم

نمودار پایداری کشتی که مرکز جرم (G)، مرکز شناوری (B)، و مرز تعادل (M) را با کشتی در حالت عمودی و کج‌شده نشان می‌دهد. تا زمانی که بار کشتی ثابت بماند، G ثابت است. برای زوایای کوچک، M نیز می‌تواند ثابت در نظر گرفته شود، درحالی‌که B با کج‌شدن کشتی جابه‌جا می‌شود.

محاسبات پایداری سالم نسبتاً ساده هستند و شامل شناسایی مراکز جرم اشیای موجود در کشتی می‌شوند که سپس برای تعیین مرکز جرم و مرکز شناوری بدنه محاسبه می‌شوند. چینش و بارگیری محموله، عملیات جرثقیل و شرایط دریایی طراحی‌شده معمولاً در نظر گرفته می‌شوند. نمودار نشان می‌دهد که مرکز جرم بالاتر از مرکز شناوری است، اما کشتی همچنان پایدار است. کشتی پایدار است زیرا با شروع کج‌شدن، یک سمت بدنه از آب خارج شده و سمت دیگر در آب فرومی‌رود. این باعث می‌شود مرکز شناوری به سمت قسمتی که در آب پایین‌تر است جابه‌جا شود. وظیفه معمار دریایی این است که اطمینان حاصل کند مرکز شناوری هنگام کج‌شدن کشتی به بیرون از مرکز جرم جابه‌جا می‌شود. خطی که از مرکز شناوری در حالت کج‌شده اندک عمودی کشیده شود، مرکز خطی به نام مرکز تعادل (متاسنتر) را قطع می‌کند. تا زمانی که مرکز تعادل بالاتر از مرکز جرم باشد، کشتی در وضعیت عمودی پایدار است.
پایداری سالم کشتی‌ها در دریا بر اساس استاندارد سازمان بین‌المللی دریانوردی (IMO) و کد بین‌المللی پایداری سالم کشتی‌ها (International Code on Intact Stability) تعیین می‌شود.

## تعادل در حالت آسیب‌دیده
محاسبات پایداری در حالت آسیب‌دیده بسیار پیچیده‌تر از پایداری سالم است. معمولاً از نرم‌افزارهایی با استفاده از روش‌های عددی بهره گرفته می‌شود، زیرا محاسبه مساحت‌ها و حجم‌ها با سایر روش‌ها می‌تواند وقت‌گیر و دشوار باشد.
از دست رفتن پایداری در اثر آب‌گرفتگی ممکن است تا حدی به دلیل اثر سطح آزاد باشد. آبی که در بدنه کشتی جمع می‌شود، معمولاً به قسمت مازه (کیل) کشتی تخلیه شده و مرکز ثقل را پایین‌تر آورده و حتی ارتفاع تعادل را افزایش می‌دهد، البته در صورتی که کشتی در حالت ایستا و عمودی بماند. با این حال، اگر کشتی کمی کج شود (مثلاً در اثر برخورد موج)، مایع در مازه به سمت پایین‌تر جابه‌جا می‌شود و این امر باعث ایجاد کژمان می‌شود.
پایداری همچنین در هنگام آب‌گرفتگی کاهش می‌یابد، مثلاً زمانی که یک مخزن خالی با آب دریا پر می‌شود. از دست رفتن شناوری مخزن باعث می‌شود که آن بخش از کشتی کمی در آب فرو برود و در صورت قرارگیری مخزن در خارج از محور مرکزی کشتی، لیست ایجاد می‌شود.
در محاسبات پایداری، هنگامی که یک مخزن پر می‌شود، محتوای آن از دست رفته و با آب دریا جایگزین می‌شود. اگر این محتویات سبک‌تر از آب دریا باشند (مانند نفت سبک)، شناوری از دست می‌رود و بخش مربوطه کمی در آب فرومی‌رود.
برای کشتی‌های تجاری و به‌طور فزاینده‌ای برای کشتی‌های مسافربری، محاسبات پایداری آسیب‌دیده به‌صورت احتمالی انجام می‌شود. به این معنا که به‌جای ارزیابی کشتی برای خرابی یک بخش، وضعیت‌هایی با آب‌گرفتگی دو یا حتی سه بخش نیز ارزیابی می‌شوند. این روش احتمال آسیب به یک بخش را با پیامدهای آن برای کشتی ترکیب می‌کند و به یک شاخص پایداری آسیب‌دیده منجر می‌شود که باید با مقررات خاصی سازگار باشد.

## پایداری مورد نیاز
برای پذیرش توسط مؤسسه رده‌بندی کشتی مانند بیرو وریتاس، American Bureau of Shipping, Lloyd's Register of Ships, Korean Register of Shipping و دی‌ان‌وی جی‌ال، نقشه‌های کشتی باید برای بازبینی مستقل به مؤسسه رده‌بندی ارائه شود. همچنین محاسباتی باید ارائه شود که مطابق با ساختار تعیین‌شده در مقررات کشور پرچم‌دار کشتی باشد.
در این چارچوب، کشورها الزامات خاصی را تعیین می‌کنند که باید رعایت شود. برای کشتی‌های تحت پرچم ایالات متحده، نقشه‌ها و محاسبات پایداری بر اساس قوانین فدرال ایالات متحده و کنوانسیون‌های کنوانسیون بین‌المللی ایمنی جان اشخاص در دریا (SOLAS) بررسی می‌شوند. کشتی‌ها باید در شرایط طراحی‌شده برای آن‌ها، چه در حالت سالم و چه در حالت آسیب‌دیده، پایدار باشند. میزان آسیب موردنیاز برای طراحی نیز در مقررات مشخص شده است. حفره فرضی به‌عنوان کسرهایی از طول و عرض کشتی محاسبه شده و باید در بخشی از کشتی قرار گیرد که بیشترین آسیب را به پایداری وارد می‌کند.
علاوه بر این، قوانین گارد ساحلی ایالات متحده آمریکا برای کشتی‌های فعال در بنادر و آب‌های ایالات متحده اعمال می‌شود. این قوانین معمولاً حداقل ارتفاع تعادل (ارتفاع متاسنتریک) یا حداقل گشتاور بازگرداننده را شامل می‌شوند. به دلیل الزامات مختلف کشورها برای حداقل ارتفاع تعادل، بیشتر کشتی‌ها اکنون به رایانه‌های پایداری مجهز شده‌اند که این فاصله را بر اساس بارگیری محموله یا خدمه محاسبه می‌کنند. بسیاری از برنامه‌های رایانه‌ای تجاری برای این کار در دسترس هستند.
بسته به کلاس کشتی، یا نامه پایداری یا دفترچه پایداری باید در کشتی نگهداری شود.